# Jessica Monroe
Jessica Monroe (anglès: Jessica Gonin)  (Palo Alto, 31 de maig de 1966) és una exremadora canadenca que va competir durant la dècada de 1990.
El 1992 va prendre part en els Jocs Olímpics de Barcelona, on va guanyar la medalla d'or les proves del vuit amb timoner i quatre sense timoner del programa de rem. Quatre anys més tard, als Jocs d'Atlanta, guanyà la medalla de plata en la prova del vuit amb timoner del programa de rem. En el seu palmarès també destaquen dues medalles d'or al Campionat del món de rem
El 2013 fou incorporada al Canada's Sports Hall of Fame.